# Stelis longipetiolata
Stelis longipetiolata là một loài thực vật có hoa trong họ Lan. Loài này được Ames miêu tả khoa học đầu tiên năm 1922.